# Trout
Trout (slovensko Postrv) je četrti glasbeni album slovenske alternativne rock skupine Nikki Louder, izdan 15. decembra 2015 pri založbi Moonlee Records in [[|Založba Radia Študent|Založbi Radia Študent]]. Izšel je v obliki vinilne plošče in CD-ja. Je njihov najkrajši album doslej.
Posnet je bil v manj kot dveh urah. Član skupine Peter Cerar je pojasnil: »To je bila zavestna odločitev, saj smo hoteli na plošči obdržati prvinskost in neponovljivo energijo živega nastopa.« Kot naslovnico albuma je skupina uporabila sliko Petra Cerarja, ki jo je naslikal po motivu iz sanj.

## Kritični odziv
Na spletni portal Rockline je Aleš Podbrežnik napisalː »Četrti album kamniških zvočnih teroristov Nikki Louder prinaša dovolj svežine, da je na njem zaznaven odklon od tistega, kar je šlo v grobem pričakovati od skupine.«
Na Radiu Študent je bil album uvrščen na 12. mesto seznama Naj domača tolpa bumov 2015, spletna revija Hrupmag pa je album uvrstila na 2. mesto najboljših albumov 2015.

### Priznanja
| objava        | uvrstitev | seznam                      |
| ------------- | --------- | --------------------------- |
| Radio Študent | 12.       | Naj domača tolpa bumov 2015 |
| Hrupmag       | 2.        | Best of 2015                |

## Seznam pesmi
Vse pesmi je napisala skupina Nikki Louder.
1. »Don't Believe Your Own Bullshit« – 0:57
2. »Courage« – 1:53
3. »Feline Blues« – 4:25
4. »CV« – 4:36
5. »Para Cargo« – 3:25
6. »Shareholder« – 2:38
7. »Trout« – 6:23
8. »Salsa Ass« – 2:24

## Zasedba

### Nikki Louder
- Blaž Sever — vokal, kitara
- Peter Cerar — bas kitara, sintesajzer
- Luka Cerar — bobni